# Лизак, Израиль Львович
Израиль Львович Лизак (1 мая 1905, Славута, Волынская губерния — 4 ноября 1974, Ленинград) — советский живописец, член Ленинградского Союза художников.

## Биография
Родился 1 мая 1905 года. Учился в реальном училище в Славуте (1911-14). В 1915 семья переехала в Петроград. Израиль поступил в худшколу ОПХ, окончил классы орнамента под рук. Ф. Бухгольца. В Академии художеств И. Лизак занимался в мастерской А.Рылова (ученика А. Куинджи). В 1922 году, после закрытия индивидуальных мастерских, Лизак был зачислен на первый курс ВХУТЕИНа. Учился живописи у О.Браза и К.Петрова-Водкина, рисунку — у В.Савинского и В.Мешкова. Окончил ЛВХТИ в 1925 году.
В 1925-32 гг. был членом «Общины художников», затем общества «Цех художников». Художнику близок графический язык с его яркими выразительными средствами. В 1930-1935 гг. работал в газете Смена. Член ЛОССХа с 1932 года. Участвовал в выставке "Художники РСФСР за XV лет". В 1934-м, во время индустриализации СССР, он получил заказ Ленсовета на индустриальную тему. Работал в помещениях Балтийского завода и завода "Красный выборжец", писал портреты ударников труда. Уехал в Псковскую область, выполняя соцзаказ, писал портреты рыбаков, пейзажи. В 1950-1960 годах художник от уплощенного и детализированного пейзажа обратился к светопространственным решениям сиюминутного состояния. С 1941 работал в Ленинградском отделении Балтпроекта ГУ железнодорожного строительства. По впечатлениям военных лет написал пейзажное полотно "Ночь войны". В 1946-1948 преподавал рисунок на скульптурном отделении Ленинградского художественно-педагогического училища. Писал пейзажи Закавказья по наброскам и эскизам (1946-1951 гг.).
В 1950-1960-х гг. работал в Научно-реставрационных мастерских. Участвовал в работах в Исаакиевском соборе, Главном штабе на Дворцовой площади, Юсуповском дворце, Монплезире, Китайском дворце в Ораниенбауме. В 1960-1970 годы образ города и его окраин становится основной темой его творчества. В 1967 состоялась его персональная выставка в залах ЛОССХа, где было представлено более трёхсот работ. В 1996 году прошла персональная выставка художника в Государственном русском музее и издан каталог его работ.

## Произведения
- Человек шагает (1926)
- Композиция (1927)
- Прогулка (1928)
- Композиция Камни (1930)